# آندرسون کونسیسائو
آندرسون کونسیسائو (به پرتغالی: Anderson Conceição Benedito) مدافع اهل برزیل است که در شهر Caravelas و در تاریخ ۲۴ اکتبر ۱۹۸۹ به دنیا آمده‌است.
آندرسون کونسیسائو در تیم‌های فوتبال Mogi Mirim سابقهٔ حضور دارد.